# 華村あすか
華村 あすか（はなむら あすか、1999年3月18日 - ）は、日本のグラビアアイドル、女優。山形県米沢市出身。ボックスコーポレーション所属。

## 来歴
短大に進学が決まっていた2017年2月に友人と東京に遊びに行った際に、原宿で現在の事務所からのスカウトを受けて芸能界入り。キャビンアテンダント (CA) を養成する短大に進学が決まっており、この時はCAになるのが夢だったということで、芸能界は考えてもいなかったという。同年8月に新人ながら『週刊プレイボーイ』（集英社）の表紙と巻頭グラビアに抜擢され、芸能界デビュー。11月にも同誌のグラビアに登場し、集英社『グラジャパ!アワード2017』で新人賞を受賞。デビューが決まってから芸能界一本で活動して行くことを決めたため、短大は同年8月で中退した。
2018年4月、テレビ東京系のテレビドラマ『宮本から君へ』で女優デビューを果たし、同年9月公開の映画『初恋スケッチ 〜まいっちんぐマチコ先生〜』で映画デビュー。

## 出演

### テレビドラマ
- 宮本から君へ（2018年4月7日 - 6月30日、テレビ東京） - 甲田美沙子 役[16]
- ボイメン新世紀 祭戦士ワッショイダー（2018年4月13日 - 6月15日、CBC） - 西野明日香 役[17]
- 神酒クリニックで乾杯を 第4話 （2019年2月9日、BSテレ東） - 夏樹 役[18][19]
- 面白南極料理人 第8話（2019年3月3日、テレビ大阪） - 西村隊員 役[20]
- 恋と就活のダンパ（2019年4月27日、NHK BSプレミアム） - 八神玲香 役[21][22]
- ラジエーションハウス〜放射線科の診断レポート〜 第4話（2019年4月29日、フジテレビ） - 沙也加 役[23]
- 仮面同窓会（2019年6月1日 - 7月20日、東海テレビ・フジテレビ） - 里内彩花 役[24]
- スカム（2019年7月1日 - 8月26日、毎日放送） - 辻姫花 役[25]
- よろとく満タン!～IDEX編（2019年8月16日・8月23日、RKB毎日放送） - 花岡咲 役[26]
- その女、ジルバ 第2話（2021年1月16日、東海テレビ・フジテレビ） - マイカ 役
- 今野敏サスペンス 暁鐘 警視庁強行犯係・樋口顕（2022年4月4日、テレビ東京） - 伊藤麻衣 役
- 不幸くんはキスするしかない!（2022年4月22日 - 6月10日、毎日放送） - アンナ 役
- エルピス-希望、あるいは災い-（2022年10月24日 - 12月26日 、関西テレビ・フジテレビ） - 篠山あさみ 役[27]
- 埼玉のホスト 第4話（2023年8月16日、TBS） - エマ 役
- ナースが婚活 第1話（2024年1月12日、テレビ東京） - 安藤明穂 役[28]
- 『I am…』23歳たち「打ち明けられない私の恋人」（2024年2月19日、フジテレビ）[29][30]
- 飯を喰らひて華と告ぐ 第7話「たこ焼き」（2024年8月20日、TOKYO MX） - あやち 役[31]

### 映画
- 初恋スケッチ〜まいっちんぐマチコ先生〜（2018年9月8日、らんくう） - 高代響子 役[32][33]
- ドキ死（2018年11月17日、SPOTTED PRODUCTIONS） - 麗奈 役[34]
- うさぎのおやこ（2024年3月22日、ニチホランド）[35]
- シティーハンター（2024年4月25日、Netflix） - くるみ 役[36]
- 悪鬼のウイルス（2025年1月24日、イオンエンターテイメント） - 名取奈々枝 役[37][38]
- 光る川（2025年3月22日、カルチュア・パブリッシャーズ） - 主演・お葉 役[39][40]

### Webドラマ
- 仮面ライダーシリーズ（東映特撮ファンクラブ）
  - 仮面ライダージオウ スピンオフ PART1『RIDER TIME 仮面ライダーシノビ』（2019年3月31日 - 4月14日） - ヒロイン・神蔵紅芭 役[41][42]
  - ギーツエクストラ 仮面ライダータイクーン meets 仮面ライダーシノビ（2023年6月18日） - 神蔵紅芭 役[43]
- 『I am…』23歳たち「打ち明けられない私の恋人」（2024年1月26日配信、FOD）[44]

### 舞台
- クイーンズ・スケッチ（2020年9月16日 - 9月24日） - モンロー（樫宮豊潤）役[45]

### テレビ番組
- ぐるりん山形2018（2018年6月23日 テレビユー山形、7月4日 東北放送、7月16日 新潟放送） - リポーター[46]
- ぐるりん山形2019（2019年6月22日、テレビユー山形） - リポーター[47]
- やまがたクラフトストーリー（2021年7月17日、山形放送） - ナビゲーター[48]

### WEB番組
- ワイモーニング（2018年11月5日 - 2019年、Yahoo! JAPAN） - リポーター[49]

### ランウェイ
- Rakuten GirlsAward 2023 AUTUMN/WINTER（2023年9月30日、幕張メッセ）[50]

### CM
- モスバーガー「ご当地創作バーガー決戦」（2017年）[51][52][53]
- 仙台パルコ「10thアニバーサリーキャンペーン」モデル（2018年）[1]
- クリエイト「クリエイト転職」「クリエイトバイト」（2019年・2020年）[54][55]

### 広告
- 山形県選挙管理委員会「第48回衆議院議員総選挙啓発CM」（2017年）[56]
- きもの専門店「やまと」ECサイト「浴衣屋さん.com」（2018年）[57]

## 書籍

### デジタル写真集
1. 週プレ PHOTO BOOK『ゼロの18歳～デビュー～』（2017年10月13日、集英社）[58]
2. 週プレ PHOTO BOOK『麗しの18歳。』（2018年2月2日、集英社）[59]
3. 週プレ PHOTO BOOK『あしたへ。』（2018年4月20日、集英社）[60]
4. 週プレ PHOTO BOOK『花、咲く、季節に。』（2018年6月29日、集英社）[61]
5. SPA!デジタル写真集『華村あすか』（2018年9月4日、扶桑社）[62]
6. FLASHデジタル写真集『華村あすか 新進女優、オトナな誘惑』（2019年3月29日、光文社）[63]
7. スピ/サン グラビアフォトブック 『Cherry Bomb』（2019年5月20日、小学館）[64]
8. ヤングガンガンデジタル限定写真集 『Girl Friend』（2019年7月5日、SQUARE ENIX）[65]
9. FRIDAYデジタル写真集『ビキニでシャワー』（2019年7月5日、講談社）[66]
10. 週プレ PHOTO BOOK『そめる。』（2019年11月22日、集英社）
11. 週刊ポスト デジタル写真集『華村あすか 赤い花、咲いた。』（2020年3月23日、小学館）[67]
12. ヤングキング デジタル写真集『華村あすか 真紅』（2022年10月24日、少年画報社）[68]
13. ヤングキング デジタル写真集『華村あすか 紺碧』（2022年10月24日、少年画報社）[69]
14. FLASHデジタル写真集『華村あすか New Mode 前編』（2022年11月29日、光文社）[70][71]
15. FLASHデジタル写真集『華村あすか New Mode 後編』（2022年11月29日、光文社）[70][71]
16. 華村あすか　絶対透明美女　週刊現代デジタル写真集（2023年9月11、講談社）[72]

### 写真集
- 月刊 華村あすか 今（2022年1月31日、小学館）[73]
- 真価論（2023年3月18日、講談社）[74]

### カレンダー
- 華村あすか 2019年カレンダー（2018年10月20日、わくわく製作所）[75]
- 華村あすか 2020年カレンダー（2019年9月7日、わくわく製作所）
- 華村あすか 「おはようからおやすみまで！華村あすかの撮休観察」（2023年4月1日、ボックスコーポレーション）[76]

### 新聞掲載
- やまがたコミュニティ新聞（2018年3月23日）[77]
- 夕刊フジ（2019年6月6日、産経新聞社）[78][79]

### その他
- MAMOR（扶桑社）2019年5月号 - 防衛省広報誌。三宿駐屯地の対特殊武器衛生隊を訪問し、陸上自衛隊の制服などを着て撮影、表紙と巻頭グラビアを飾る。